# Campeonato Paulista 1936
In 1936 werd het 35ste Campeonato Paulista gespeeld voor clubs uit de Braziliaanse staat São Paulo. 
De competitie van de LPF werd gespeeld van 25 april 1936 tot 9 april 1937 en werd gewonnen door Santos. De competitie van de APEA werd gespeeld van 9 augustus tot 13 december en werd gewonnen door Portuguesa. 

## LPF

### Eerste fase
| Plaats | Club                | Wed. | W  | G | V  | Saldo  | Ptn. |
| ------ | ------------------- | ---- | -- | - | -- | ------ | ---- |
| 1.     | Palestra Itália     | 21   | 15 | 3 | 3  | 70:15  | 33   |
| 2.     | Corinthians         | 21   | 15 | 1 | 5  | 70:33  | 31   |
| 3.     | Portuguesa Santista | 21   | 13 | 3 | 5  | 55:32  | 29   |
| 4.     | Santos              | 21   | 13 | 2 | 6  | 70:37  | 28   |
| 5.     | Juventus            | 21   | 12 | 4 | 5  | 55:39  | 28   |
| 6.     | Estudantes          | 21   | 11 | 2 | 8  | 50:45  | 24   |
| 7.     | Hespanha            | 21   | 10 | 3 | 8  | 52:43  | 23   |
| 8.     | São Paulo           | 21   | 7  | 2 | 12 | 27:34  | 16   |
| 9.     | São Paulo Railway   | 21   | 6  | 3 | 12 | 42:59  | 15   |
| 10.    | Paulista            | 21   | 2  | 2 | 17 | 44:100 | 7    |
| 11.    | Luzitano            | 21   | 1  | 1 | 19 | 20:97  | 5    |
| 12.    | Albion              | 11   | 2  | 2 | 7  | 12:33  | 6    |

|  | Geplaatst voor finale |

### Finale
|                                |                 |       |             |  |
| 25 april 1937 Eerste wedstrijd | Palestra Itália | 1 – 0 | Corinthians |  |
| 25 april 1937 Eerste wedstrijd |                 |       |             |  |

|                             |             |       |                 |  |
| 2 mei 1937 Tweede wedstrijd | Corinthians | 0 – 0 | Palestra Itália |  |
| 2 mei 1937 Tweede wedstrijd |             |       |                 |  |

|                            |                        |       |             |                                    |
| 9 mei 1937 Derde wedstrijd | Palestra Itália        | 2 – 1 | Corinthians | Estádio Palestra Itália, São Paulo |
| 9 mei 1937 Derde wedstrijd | Luisinho 1' Moacir 10' |       | 61' Filó    | Estádio Palestra Itália, São Paulo |

### Kampioen
| Campeonato Paulista de 1936         |
| São Paulo                           |
| ----------------------------------- |
| PALESTRA ITÁLIA Kampioen (7° titel) |

### Topschutter
| Speler            | Speler | Goals | Club        |
| ----------------- | ------ | ----- | ----------- |
| Vlag van Brazilië | Teleco | 28    | Corinthians |

## APEA
| Plaats | Club              | Wed. | W  | G | V | Saldo | Ptn. |
| ------ | ----------------- | ---- | -- | - | - | ----- | ---- |
| 1.     | Portuguesa        | 12   | 10 | 1 | 1 | 54:14 | 21   |
| 2.     | Ypiranga          | 12   | 9  | 1 | 2 | 32:20 | 19   |
| 3.     | São Caetano       | 12   | 6  | 3 | 3 | 26:22 | 15   |
| 4.     | Tremembé          | 12   | 2  | 5 | 5 | 11:25 | 9    |
| 5.     | 1º de Maio        | 12   | 3  | 2 | 7 | 16:26 | 8    |
| 6.     | Humberto I        | 12   | 2  | 2 | 8 | 17:30 | 6    |
| 7.     | Ordem e Progresso | 12   | 3  | 0 | 9 | 21:40 | 6    |

|  | Kampioen |

#### Kampioen
| Campeonato Paulista de 1936    |
| São Paulo                      |
| ------------------------------ |
| PORTUGUESA Kampioen (2° titel) |

### Topschutter
| Speler            | Speler  | Goals | Club       |
| ----------------- | ------- | ----- | ---------- |
| Vlag van Brazilië | Carioca | 18    | Portuguesa |